# 姆岑斯克
53°16′N 36°33′E / 53.267°N 36.550°E
姆岑斯克（俄语：Мценск）是俄羅斯奧廖爾州的一個城市，位於奧廖爾東北49公里。2002年人口47,807人。
姆岑斯克於1147年首見於文獻，1778年設市。

## 参看
- 姆岑斯克郡的麦克白夫人